# Стэнбридж, Алиа
Алиа Лиан Стэнбридж (имя при рождении: Джулия Лиан Стэнбридж; 1 июля 1976 — 18 апреля 2016; более известна как Алиа или Алиа Стэнбридж (швед. Aleah Stanbridge)) — певица и автор песен. Родилась в Южной Африке, проживала в городе Эребру (Швеция), где впоследствии умерла. В 2009 году она и финский гитарист Юха Райвио основали группу Trees of Eternity, вдохновленную такими жанрами как готик-метал и дум-метал. Алиа стала широко известна в жанре рока и металла благодаря её сотрудничеству с таким группами как Swallow the Sun и Amorphis.

## Карьера

### 2005—2007: музыкальные начала
Переехав в Швецию, Алиа впервые стала известна после того, как она снялась в видеоклипе шведского представителя электронной музыки Кристера Линдера под названием «Don’t Lose Your Way» из его альбома 2006 года « Songs from the Silent Years».
В 2007 году Стэнбридж выпустила деморелиз под названием «Aleah» в жанрах дарк фолк / готик-рок.

### 2008—2015: Trees of Eternity, Swallow the Sun и другие музыкальные коллаборации
Некоторое время в 2008 году Стэнбридж была солисткой малоизвестной группы «That Which Remains».
В середине 2009 года она познакомилась с гитаристом Юхой Райвио из Swallow the Sun который искал солиста для работы над песней «Lights on the Lake» для грядущего альбома New Moon. Райвио собирался включить вокал Алии в части песен, уже подготовленных музыкантом, но когда они вместо этого начали экспериментировать с вокальной линией, которую Алия написала по этому случаю, работа быстро свернула в новом направлении и обрела собственную жизнь. Новый музыкальный проект Стэнбридж и Райвио был назван «Trees of Eternity» в поджанре дум метал с эмбиентным звучанием и призрачным женским вокалом. Алия была автором песен и исполняла вокальные партии, а Юха сопровождал композии игрой на гитаре. Группа работала над четырьмя промо песнями. Демо-альбом «Black Ocean» была выпущен в 2013 году, в интернете был встречен с большим откликом, а также разослан ограниченным тиражом фанатам их творчества с подписью музыкантов.
В 2012 году Алиа вернулась в качестве гостевого исполнителя группы Swallow the Sun для альбома «Emerald Forest and the Blackbird» и появилась в клипе на песню «Cathedral Walls», в котором вокальную партию исполняла шведская певица Анетт Олзон, которая в то время была в составе группы Nightwish.
В 2015 году она участвовала в качестве гостя при создании альбома Under the Red Cloud финской хэви-метал группы Amorphis.
В том же году она снова приняла участие в творчестве группы Swallow the Sun над альбомом «Songs from the North I, II & III». Кроме того, что она участвовала в записи песен, она также работала фотографом группы и оказывала содействие выходу альбома.

### 2016—2018: Смерть Алии,Hour of the Nightingale,Hallatar
18 апреля 2016 года в 2 часа 13 минут группа Draconian на Facebook объявила о смерти певицы, новость была опубликована в нескольких онлайн-статьях. Её смерть была подтверждена через два дня Юхой Райвио. Юха также подтвердил, что дебютный альбом Trees of Eternity будет выпущен, как и планировалось, и находится в стадии постпродакшн.
Несколько месяцев спустя Юха объявил название их дебютного альбом коим стал «Час Соловья» и выпустил лирическое видео для нового сингла «Broken Mirror». Альбом был выпущен 11 ноября 2016 года на Svart Records.
В феврале 2017 года Svart Records анонсировали создание новой группы Hallatar, в состав которой вошли Юха Райвио, Томи Йоутсен из Amorphis и Gas Lipstick, бывший барабанщик группы HIM. Тексты группы состоят из стихов и текстов Алии, которые Юха собрал для своего дебютного альбома, посвященного ей.
22 октября 2017 года вышел альбом Hallatar «No Stars Upon the Bridge» , в котором Heike Langhans из Draconian исполняет стихотворение Алии.

## Личная жизнь
Алиа была в отношениях с Юхой Райвио, финским гитаристом и основателем группы Swallow the Sun с 2009 года.

## Смерть
18 апреля 2016 года Алиа умерла от рака. Юха Райвио так прокомментировал новость о её смерти: 
«Я потерял любовь всей моей жизни, моего жизненного спутника на протяжении семи лет, также музыкального компаньона и вдохновителя. Жизнь в итоге забрала все. Невозможно описать эту боль, но, в конце концов, это мой путь.
Причина, по которой я это пишу — то, что жизнь не может отобрать ни у меня, ни у кого другого. Это музыка и лирика Aleah, которые всегда будут жить. Она уже стала путеводной сияющей звездой для своих поклонников, теперь она будет иконой.
Я хочу, чтобы вы все знали, что наш альбом Trees of Eternity БУДЕТ выпущен, поскольку он уже был готов для релиза через некоторое время, и это будет один из самых потрясающих альбомов, которые я когда-либо слышал. Мы оба любили его — от первой ноты и до конца, и я очень горд, что мне выпал шанс разделить жизнь (c Aleah) и написать этот альбом вместе, а также другую музыку. Я также работал над сольным альбомом Aleah некоторое время и буду продолжать в некотором роде. А сейчас, пожалуйста, находите её музыку и распространяйте её так далеко, как только можете: этот жестокий мир нуждается в этом ангеле сейчас больше, чем когда-либо. Никогда больше не будет голоса, как у неё, и автора песен, такого, как она. Она была настоящей магией, светлой и темной.
И пожалуйста, уважайте мое последующее молчание. Это просто сообщение для всех поклонников Aleah и Trees of Eternity, что ещё через многое предстоит пройти. По крайней мере, это дает мне маленький лучик надежды в этом гнетущем мире тьмы. Может, я напишу немного больше однажды, когда я не буду уже заливаться слезами, может, и нет. Невозможно описать словами это волшебное создание, которое посетило нас, и нет слов, чтобы выразить огромную потерю, которая разбила мое сердце и много других сердец тоже.
Покойся с миром, моя любовь, ты была слишком чувствительной и красивой для этого мира. Но твоя музыка будет жить вечно. Спасибо тебе за все, это была большая честь для меня, оставаться с тобой до последнего вздоха».

## Дискография

### Как «Aleah»
Демо
- Демо Мастер (2007)

Студийный альбом
- Aleah (2020)

### Как «Trees of Eternity»
Демо
- Black Ocean (2013)

Студийный альбом
- Hour of the Nightingale (2016)

### Как гость / приглашённый музыкант
- Krister Linder : Songs From The Silent Years (2006) — дополнительный вокал на песню «Don’t Lose Your Way»[19]
- Omnimotion: Dream Wide Awake (2006) — дополнительный вокал «Being» , «Days of Silence» и «Elves of Athoria»[20]
- Swallow the Sun : ''New Moon'' (2009) — приглашенный вокал на Lights on the Lake
- Swallow the Sun: «Emerald Forest and the Blackbird» (2012) — приглашённый вокал на Emerald Forest and the Blackbird и Labyrinth of London
- Coph Nia: Lashtal Lace (2015) — дополнительный вокал на Lashtal Lace[21]
- Amorphis : Under the Red Cloud (2015) — приглашенный вокал на The Four Wise Ones и White Night
- Swallow the Sun: «Songs from the North III» (2015) — приглашенный вокал на Heartstrings Shattering
- Hallatar: No Stars Upon the Bridge (2017) — приглашенный вокал на Dreams Burn Down
- Antimatter : Black Market Enlightenment (2018) — приглашенный вокал на Existential